# 秀明寺
秀明寺（しゅうみょうじ）は、東京都大田区にある真言宗智山派の寺院。

## 概要
応長年間（1311年～1312年）、秀明の開基である。花園天皇は16歳の聖徳太子像を刻ませて、縁がある地に届くようにと願い、大阪湾に投じたところ、武蔵国羽田に漂着した。発見した村人たちは堂宇に移して祀った。その後、天皇の命により侍臣の秀明が太子像の行方を捜していたところ、羽田の地に至り太子像を発見、ここに寺を建立した。
ただ1837年（天保8年）の火災で当初の聖徳太子像は焼失している。現在の本尊の聖徳太子像は、嘉永年間（1848年～1855年）に仏師の石川源永が制作したものである。

## 交通アクセス
- 糀谷駅より徒歩10分（経路案内）。

## 関連文献
- 「萩中村 秀明寺」『新編武蔵風土記稿』 巻ノ40荏原郡ノ2。NDLJP:763981/10。